# تاريخ شهروخي
تاريخ شهروخي هي سيرة فارسية عن خانية قوقند، ألفها نياز محمد بن آشور محمد خوقاني في عام 1871/72 بأمر من محمد خضير خان (حكم. 1845–1875). كان الروس على علم بهذه الوقائع، والتي كانت بمثابة مصدر إلهام لكتاباتهم التاريخية الأولى عن خانية قوقند. وهو من بين الأعمال التاريخية الفارسية القليلة من آسيا الوسطى المتاحة في طبعات نصية. ومع ذلك، اعتبر المؤرخ الروسي الأمريكي [الإنجليزية] يوري بريجيل [الإنجليزية] أنها "طبعة سيئة للغاية، تفتقر إلى الأدوات العلمية".